# Алёшина, Евдокия Афанасьевна
Евдокия Афанасьевна Алёшина (1915—2000) — звеньевая семеноводческого колхоза «Свобода» Пучежского района Ивановской области.

## Биография
Родилась 28 февраля 1915 года в деревне Ошасты ныне Кинешемского района Ивановской области в крестьянской семье. Русская.
С детства работала с родителями в поле, выращивала лен. Затем несколько лет батрачила у местных кулаков.
В 1930 году вступила в сельхозартель, позднее колхоз, «Свобода» Пучежского района. Сельхозартель имела семеноводческое направление и специализировалось на производстве льна — наиболее трудоемкой культуры. С 1936 года Евдокия Алёшина возглавила льноводческое звено. В числе других льноводы стала бороться за повышение урожайность льна, опираясь на многолетний опыт старожилов.
В 1949 году на своем участке звеньевая Евдокия Алёшина добилась получения высокого урожая льна-долгунца — 7,1 центнера и семян 7,6 центнеров на площади 2 га.
В 1950 году участвовала в ВДНХ.
Работала в колхозе, получившим после очередного объединения название «Победа», до выхода на пенсию в 1975 году.
Жила в поселке Летнево Пучежского района. Скончалась 15 мая 2000 года. Похоронена на городском кладбище города Пучеж.

## Награды
- Указом Президиума Верховного Совета СССР от 9 июня 1950 года Алёшиной Евдокии Афанасьевне присвоено звание Героя Социалистического Труда с вручением ордена Ленина и золотой медали «Серп и Молот».
- Награждена орденом Ленина, медалями.